# Vest-Agder
 Coordenadas : formato inválido

Vest-Agder ou Agder Ocidental foi um condado (português brasileiro) ou distrito (português europeu) da Noruega, com 7 279 km² de área e 161 276 habitantes. O condado fazia fronteira com Rogaland e Aust-Agder.        

## Comuna
- Åseral
- Audnedal
- Farsund
- Flekkefjord
- Hægebostad
- Kristiansand
- Kvinesdal
- Lindesnes
- Lyngdal
- Mandal
- Marnardal
- Songdalen
- Søgne
- Sirdal
- Vennesla